# 王闊城
王闊城（？—？），直隸省天津府滄州人，清朝政治人物、進士出身。
光緒二十四年（1898年），参加光緒戊戌科殿試，登進士二甲149名。同年五月，以主事分部学习。